# إنتاج سلسلة أفلام سيد الخواتم

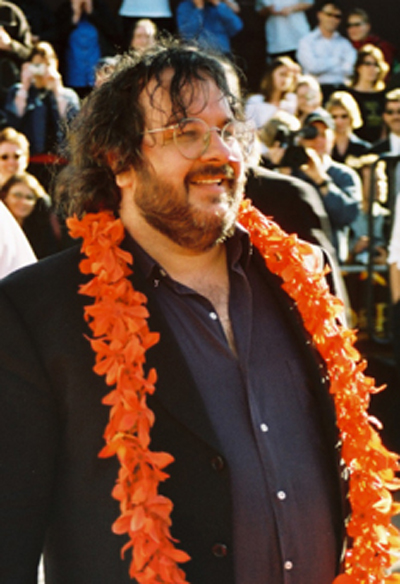
بيتر جاكسون

تتكون سلسلة أفلام سيد الخواتم من ثلاثة أفلام مغامرات فنتازيا ملحمية من إخراج بيتر جاكسون واستناداً إلى الرواية التي سُمي الفيلم باسمها والتي كتبها جون رونالد رويل تولكين. سُميت الأفلام بالعناوين الفرعية رفقة الخاتم (2001) والبرجان (2002) وعودة الملك (2003). كانت الثلاثية مشروعًا مشتركًا بين نيوزيلندا والولايات المتحدة، أُنتج ووزع من قبل نيو لاين سينما مع مشاركة وينغنت فيلمز في الإنتاج.
بدأ تطوير الأفلام في أغسطس 1997. صُورت الأفلام الثلاثة في وقت واحد وبصورة كاملة في نيوزيلندا مسقط رأس جاكسون من أكتوبر 1999 حتى ديسمبر 2000، مع التقاط لقطات إضافية بعد التصوير الرئيسي من 2001 إلى 2004.
صدر رفقة الخاتم في 19 ديسمبر 2001، وصدر البرجان في 18 ديسمبر 2002، وصدر عودة الملك في 17 ديسمبر 2003، ونجحت الأفلام الثالثة نجاح تجاري هائل وحصلت على إشادة نقدية.

## تطوير
عرف المخرج بيتر جاكسون لأول مرة بسلسلة سيد الخواتم عندما شاهد فيلم الرسوم المتحركة لرالف باكشي لعام 1978 المسمى أيضًا سيد الخواتم. وكان جاكسون قد «استمتع بالفيلم وأراد معرفة المزيد». بعد ذلك، قرأ نسخة مرتبطة بالكتاب خلال رحلة قطار استمرت 12 ساعة من ويلينغتون إلى أوكلاند عندما كان في السابعة عشرة من عمره.
في عام 1995، كان جاكسون ينهي تصوير فيلم ذا فرايتنرز واعتبر ملك الخواتم مشروعًا جديدًا، متسائلاً «لماذا لا يوجد أي شخص يبدو مهتمًا بصنع فيلم عن السلسة» مع التطورات الجديدة في تقنيات الصور المنشأة بالحاسوب بعد فيلم الحديقة الجوراسية عام 1993، بدأ جاكسون في التخطيط لفيلم خيالي يكون جادًا نسبيًا ويبدو واقعيًا. بحلول أكتوبر، تعاون هو وشريكته فران والش مع رئيس ميرماكس هارڤي واينستين للتفاوض مع شاول زاينتز، الذي كان يمتلك حقوق الكتاب منذ أوائل السبعينيات من القرن العشرين. عرض جاكسون ووالش فكرة فيلم مقتبس عن رواية الهوبيت وفيلمين مقتبسين عن رواية سيد الخواتم. ثم توقفت المفاوضات عندما عرض استوديو يونيفرسال بيكشرز على جاكسون نسخة جديدة من كينغ كونغ (1933). كان واينستين غاضبًا، وظهرت مشاكل أخرى عندما تبين أن زاينتز لم يكن لديه حقوق التوزيع للهوبيت. امتلك استوديو يونايتد آرتيست الذي كان منافسًا في السوق حقوق الرواية. بحلول أبريل 1996، كانت مسألة الحقوق ما زالت لم تحل.
قرر جاكسون المضي قدمًا مع تصوير فيلم كينغ كونغ قبل تصوير سيد الخواتم، ما دفع استوديو يونيفرسال إلى الدخول في صفقة مع ميرماكس للحصول على عوائد أجنبية من سيد الخواتم بينما تحصل ميرماكس على عوائد أجنبية من كينغ كونغ. كُشف أيضًا عن أن جاكسون أراد في الأصل إنهاء كينغ كونغ قبل أن يبدأ سيد الخواتم. ولكن بسبب مشاكل في الموقع، قرر البدء بسلسلة سيد الخواتم بدلاً من ذلك.
عندما ألغت يونيفرسال كينغ كونغ في عام 1997، تلقى جاكسون ووالش مباشرةً تأييدًا من واينستين وبدأت عملية استغرقت ستة أسابيع لحل مشكلة الحقوق. طلب جاكسون ووالش من كوستا بوتس كتابة ملخص للرواية وبدأوا بإعادة قراءتها. بعد شهرين إلى ثلاثة أشهر، كتبوا نسخ معالجة الفيلم الخاصة بهم. كان الفيلم الأول يتضمن الأحداث التي تواجدت في رفقة الخاتم والبرجان وفي بداية عودة الملك، وينتهي بموت سارومان، وذهاب غاندالف وبيبين إلى ميناس تيريث. في نسخة المعالجة هذه، يزور جويهير وجاندالف إدوراس بعد هروبهما من سارومان، ويهاجم غولوم فرودو عندما كانت الرفقة مازالت مجتمعة، ويكون المزارع ماغوت وجلورفيندل وراداجاست وإيلادان وإلروير حاضرين أثناء الحادثة، يحضر بيلبو مجلس إلروند، وينظر سام إلى مرآة جلادريل، ويكفر سارومان عن أخطائه قبل وفاته، وبالكاد يصل النازغول إلى جبل دوم قبل أن يسقطوا. قدموا نسخة المعالجة إلى هارڤي وبوب واينستين، وركزوا على إثارة إعجاب بوب بكتابة السيناريو الخاصة بهم، لأنه لم يقرأ الكتاب. واتفقوا على فيلمين وميزانية إجمالية 75 مليون دولار.

### الكتابة
خلال منتصف عام 1997، بدأ جاكسون ووالش في الكتابة مع ستيفين سنكلير. كانت فيليبا بوينز شريكة سنكلير، من المعجبين الكبار بالكتاب وانضمت إلى فريق الكتابة بعد قراءة نسختهم المعالجة. استغرق الأمر من 13 إلى 14 شهرًا لكتابة النصين السينمائيين للفيلمين، وهما 147 و144 صفحة على التوالي. غادر سنكلير المشروع بسبب التزامات مسرحية. في إحدى التنقيحات على النص، يُقبض على سام وهو يتنصت ويُجبر على الذهاب مع فرودو، كما يحدث في الرواية الأصلية. في نسخة المعالجة النهائية، يشعر سام وميري وبيبين بوجود الخاتم الأوحد ويذهبون طوعًا مع فرودو بعد مواجهته حول هذا الموضوع. أُلغيت الفترة التي قضاها غاندالف في أورثانك من الاسترجاع الفني وحُذفت المشاهد عن لوثورين، مع التزام جالادريل بما تفعله في القصة في ريفينديل. يحضر دينيثور مجلس إلروند مع ابنه. شملت التغييرات الأخرى وجود أروين لإنقاذ فرودو، وتسلسل أحداث يتضمن عمالقة الكهف. فكر الكتاب أيضًا في أن تمتص أروين دور إيوين بالكامل من خلال قتلها للملك الساحر.
حدثت المشاكل عندما أُرسل مارتي كاتز إلى نيوزيلندا. قضى أربعة أشهر هناك، وأخبر ميرماكس أن الأفلام من المرجح أن تكلف 150 مليون دولار، مع عدم قدرة ميرماكس على تمويل ذلك، ومع إنفاق 15 مليون دولار بالفعل، قرروا دمج الفيلمين في فيلم واحد. في 17 يونيو 1998، قدم بوب واينستين نسخة معالجة من الكتاب لفيلم واحد بمدة ساعتين. واقترح حذف قرية بري ومعركة هيلمز ديب، و«حذف أو استخدام» شخصية سارومان، ودمج روهان وغوندور مع أيون كأخت برومير، وتقصير فصل ريفنديل وموريا بالإضافة إلى منع الإينت للأورك هاي من اختطاف ميري وبيبين. مستاءً من فكرة «حذف نصف الأشياء الجيدة»، رفض جاكسون، وأعلنت ميرماكس أن أي نص أو عمل أكملته ويتا وركشوب كان لهم. ذهب جاكسون في جميع أنحاء هوليوود لمدة أربعة أسابيع، عارضًا لمقطع فيديو مدته خمس وثلاثون دقيقة لعملهم، قبل أن يجتمع مع مارك أورديسكي من نيو لاين سينما. في نيو لاين سينما، شاهد روبرت الشايع الفيديو، ثم سأل لماذا كانوا يصنعون فيلمين بينما كان الكتاب قد نشر في ثلاث مجلدات (صُحح هذا الأمر لاحقًا: قامت نيو لاين بهذا الاختيار فقط لأسباب اقتصادية)، وأراد أن يصنع ثلاثية أفلام. أصبح الآن يتوجب على جاكسون ووالش وبوينز كتابة ثلاثة نصوص جديدة.